# Melissa Stockwell
Melissa Stockwell (Grand Haven, 31 gennaio 1980) è una militare, triatleta paralimpica statunitense.
Ha inizialmente gareggiato alle Paralimpiadi estive del 2008 prendendo parte a tre eventi di nuoto. Successivamente è tornata a gareggiare alle Paralimpiadi del 2016 vincendo una medaglia di bronzo nell'evento inaugurale di triathlon dell'11 settembre.

## Biografia
Melissa Stockwell è entrata a far parte del Reserve Officers' Training Corps (Corpo di addestramento degli ufficiali di riserva) presso l'Università del Colorado quando frequentava il secondo anno del College ed era al terzo quando gli Stati Uniti furono scossi dall'attacco dell'11 settembre 2001. Frequentò successivamente il corso base per ufficiali dei trasporti in Virginia prima di essere assegnata alla 1ª divisione di cavalleria a Fort Hood, in Texas. Nel marzo del 2004 venne inviata in Iraq.
Con il grado di tenente, è stata la prima donna soldato a perdere un arto (la gamba sinistra) durante la guerra in Iraq, quando una bomba è esplosa lungo la strada mentre era alla guida di un convoglio a Baghdad. Per il suo servizio in Iraq le è stata insignita con la Bronze Star Medal e con il Purple Heart. Dopo il suo ritiro dall'esercito, lavora come tecnico ortopedico e ha fatto parte del consiglio di amministrazione del ‘’Wounded Warrior Project’’ dal 2005 al 2014.

## Carriera sportiva
Melissa Stockwell è diventata la prima veterana dell'Iraq scelta per le Paralimpiadi. Ha gareggiato in tre eventi di nuoto alle Paralimpiadi estive del 2008, i 100 metri farfalla, i 100 metri stile libero e i 400 m stile libero, classificandosi rispettivamente sesta, quinta e quarta nelle batterie. È stata la portabandiera della squadra americana alle cerimonie di chiusura.
Passata al triathlon dopo le Paralimpiadi di Pechino, Stockwell è stata selezionata per rappresentare gli Stati Uniti ai Campionati mondiali di paratriathlon ITU 2010 a Budapest. Ha vinto la competizione femminile nella classe TRI-2 (amputati sopra il ginocchio), difendendo il titolo di campionessa mondiale TRI-2 con successo nel 2011 e nel 2012. È stata più volte campionessa nazionale statunitense di paratriathlon nella sua classe ed è stata nominata paratriatleta dell'anno USAT (USA Triathlon) nel 2010 e nel 2011. A partire da gennaio 2013 Stockwell è prima nella classifica ITU nella classe TRI-2 femminile. Ha vinto una medaglia di bronzo nel triathlon classe PT2 alle Paralimpiadi del 2016 di Rio de Janeiro.
Stockwell oggi è un'allenatrice di triathlon USAT di livello 1 e co-fondatore di Dare2Tri, un club di triathlon con sede a Chicago specifico per atleti con disabilità.

## Palmarès
- Giochi Paralimpici

Paralimpiadi estive del 2016 di Rio de Janeiro: 
bronzo nel triathlon classe PT2
- Campionati mondiali di triathlon

Chicago 2015
bronzo nel triathlon classe Tri 2
Londra 2013
argento nel triathlon classe Tri 2
Auckland 2012
oro nel triathlon classe Tri 2
Pecchino 2011
oro nel triathlon classe Tri 2
Budapest 2010
oro nel triathlon classe Tri 2

## Filmografia
- Warrior Champions: From Baghdad to Beijing, un documentario diretto da Brent Renaud and Craig Renaud.[15][16]